# Trung Jura
| Hệ/ Kỷ                               | Thống/ Thế   | Tầng/ Kỳ   | Niên đại (Ma) | Niên đại (Ma) |
| ------------------------------------ | ------------ | ---------- | ------------- | ------------- |
| Phấn Trắng                           | Hạ/Sớm       | Berrias    | trẻ/muộn hơn  | trẻ/muộn hơn  |
| Jura                                 | Thượng /Muộn | Tithon     | ~145.0        | 152.1         |
| Jura                                 | Thượng /Muộn | Kimmeridge | 152.1         | 157.3         |
| Jura                                 | Thượng /Muộn | Oxford     | 157.3         | 163.5         |
| Jura                                 | Trung/Giữa   | Callove    | 163.5         | 166.1         |
| Jura                                 | Trung/Giữa   | Bathon     | 166.1         | 168.3         |
| Jura                                 | Trung/Giữa   | Bajocy     | 168.3         | 170.3         |
| Jura                                 | Trung/Giữa   | Aalen      | 170.3         | 174.1         |
| Jura                                 | Hạ/Sớm       | Toarc      | 174.1         | 182.7         |
| Jura                                 | Hạ/Sớm       | Pliensbach | 182.7         | 190.8         |
| Jura                                 | Hạ/Sớm       | Sinemur    | 190.8         | 199.3         |
| Jura                                 | Hạ/Sớm       | Hettange   | 199.3         | 201.3         |
| Trias                                | Thượng /Muộn | Rhaetia    | cổ/sớm hơn    | cổ/sớm hơn    |
| Phân chia Kỷ Jura theo ICS năm 2020. |              |            |               |               |

Trung Jura là thế thứ hai của kỷ Jura, kéo dài từ 176 đến 161 triệu năm trước.  Trong thang phân vị thạch địa tầng châu Âu, đá có niên đại ở Trung Jura được gọi là Dogger.
Tên này trong quá khứ cũng đã được sử dụng để chỉ Trung Jura, nhưng nó không được khuyến khích bởi IUGS nhằm để phân biệt giữa các đơn vị địa chất và thang phân vị địa tầng.

## Địa chất
Trong Trung Jura, Pangaea bắt đầu chia tách thành Laurasia và Gondwana, Đại Tây Dương bắt đầu hình thành. Những hoạt động kiến tạo trên Laurasia khá dữ dội do  mảng Cimmeria tiếp tục va chạm vào bờ biển phía nam của Laurasia, khép kín đại dương Paleo-Tethys. Một đới hút chìm ở bờ biển phía tây Bắc Mỹ tiếp tục tạo ra những kiến tạo đầu tiên của dãy Rocky.

## Hệ sinh thái

### Dưới đại dương
Trong thời gian này, sinh vật biển (bao gồm cúc và động vật thân mềm có 2 mảnh vỏ) phát triển mạnh mẽ. Ichthyosaurs mặc dù phổ biến nhưng bắt đầu suy giảm sự đa dạng; trong khi những bò sát biển săn mồi hàng đầu-pliosaur phát triển đến kích thước của cá voi sát thủ và lớn hơn (ví dụ như Pliosaurus, Liopleurodon). Plesiosaur trở nên phổ biến tại thời điểm này, metriorhynchid và cá sấu đầu tiên xuất hiện.

### Trên đất liền
Những loài khủng long mới xuất hiện như cetiosaur, brachiosaur, megalosauridae và hypsilophodonts.
Hậu duệ của therapsids-cynodonts vẫn còn hưng thịnh cùng với những con khủng long mặc dù chúng có kích thước không vượt quá một con lửng. Một nhóm cynodonts-trithelodonts bị suy giảm số lượng và cuối cùng bị tuyệt chủng vào cuối thế này. Tritylodont vẫn còn phổ biến. Mammaliformes, một nhóm khác tiến hóa từ cynodonts cũng trở nên hiếm và ít quan trọng vào thời điểm này. Đây là thời đại mà các động vật có vú bắt đầu tiến hóa.

### Thực vật
Ngành thông chiếm áp đảo ở Trung Jura. Một số loài thực vật khác như bạch quả, tuế và dương xỉ cũng trở nên phổ biến